# Marco Paulo Faria de Lemos
Marco Paulo Faria de Lemos (Sintra, 28 de Maio de 1973) é actualmente treinador do Clube de Futebol "Os Belenenses", tendo sido contractado após a saída do treinador José Mota